# Sierra Nevada en invierno
Sierra Nevada en invierno es un óleo sobre lienzo de Joaquín Sorolla que muestra Sierra Nevada. El cuadro fue legado por la viuda del autor, Clotilde García del Castillo, al Museo Sorolla de Madrid, formando parte del legado fundacional.
Esta obra fue pintada desde los Adarves, en la Alhambra de Granada en febrero de 1910, en su segunda visita a la ciudad, pocos meses después de pintar Sierra Nevada en otoño. En primer plano, a la izquierda, se observa monte bajo de color pardo-rojizo, con una casa y la copa de un árbol. En el plano posterior se observan las montañas de Sierra Nevada cubiertas de nieve, con un cielo azulado de nubes blancas y grises. Los tres planos forman un conjunto de tres franjas horizontales. El cuadro muestra un momento anterior a la puesta de sol, con una luz invernal que ni se refleja en la nieve ni deslumbra.